# Francisco Millán Mon

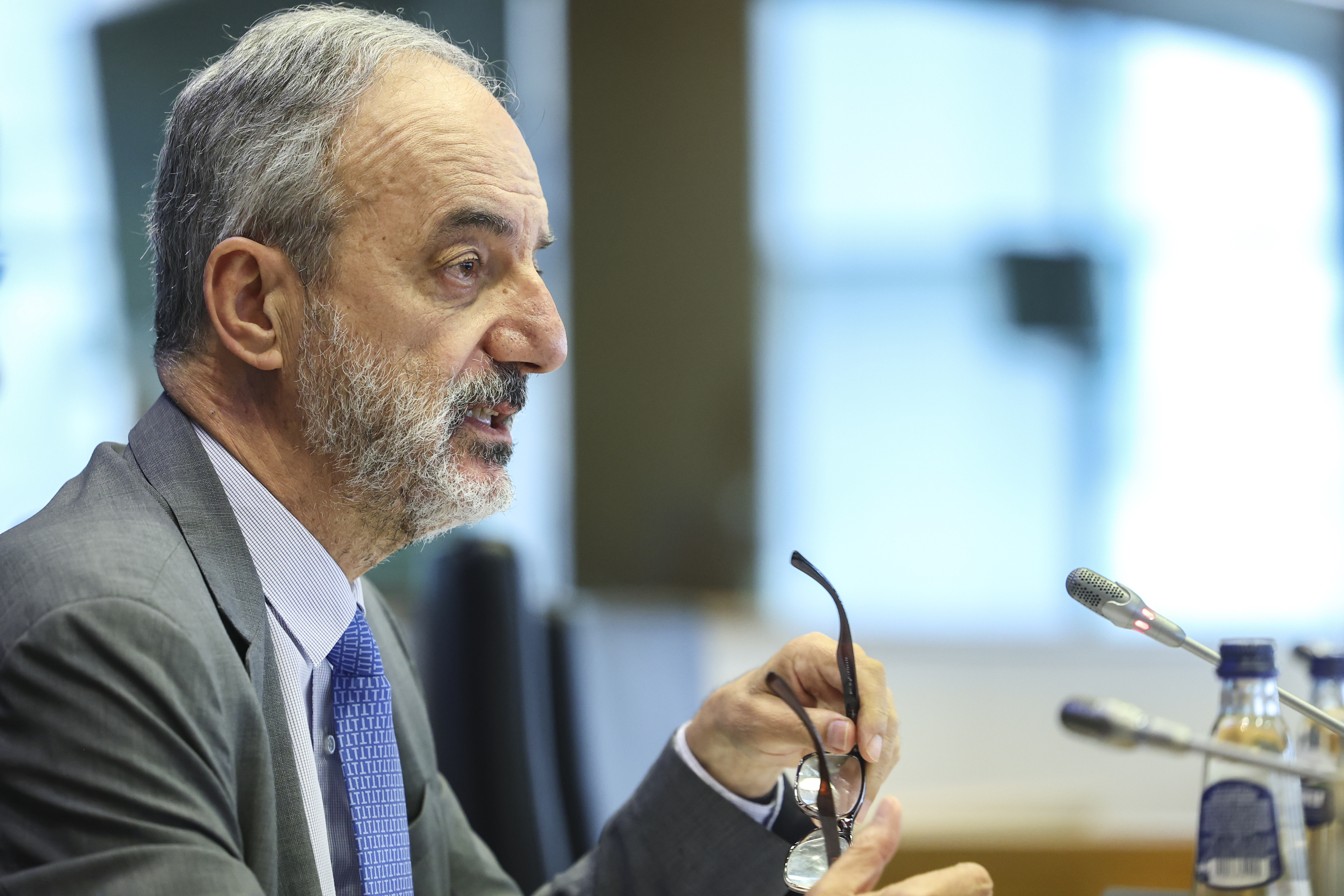
Francisco José Millán Mon (2024)

Francisco José Millán Mon (* 8. März 1955 in Pontevedra) ist ein spanischer Politiker der Partido Popular. Seit 2004 ist er Abgeordneter im Europäischen Parlament.

## Leben
Mon studierte Rechtswissenschaften mit dem Hochschulabschluss in Santiago de Compostela und dem Diplom in internationalen Studien an der Diplomatenschule Madrid. 1980 begann er als Diplomat bei der Generaldirektion für konsularische Angelegenheiten des Außenministeriums sowie als Berater in internationalen Rechtsfragen. Von 1984 bis 1987 war er erster Sekretär der Spanischen Botschaft in Bonn. Danach ging er zurück ins Außenministerium, dort gehörte er dem Kabinett des Generalsekretärs für Außenpolitik an und war Direktor des Kabinetts des Generalsekretärs für die Europäischen Gemeinschaften. Von 1993 bis 1996 hatte er das Amt des ersten Sekretärs der Spanischen Botschaft in Rabat inne. Zurück im Außenministerium arbeitete er als Direktor des Kabinetts des Generalsekretärs für Außenpolitik und für die Europäische Union und als Generaldirektor für europäische Angelegenheiten. Von 2000 bis 2003 war er Berater des ersten Vizepräsidenten der spanischen Regierung.